# 한국어 사전
한국어 사전(韓國語辭典) 은 한국어 낱말을 모아 그 뜻, 어원, 품사, 다른 말과의 관계 따위를 한국어로 풀이한 사전이다. 한국어 사용권 내에서는 국어 사전(國語辭典)이라고도 한다.

## 역사
근대 이전의 사전들은 대부분 한자사전일 수밖에 없으나 훈몽자회나 천자문 등에 적혀있는 한자 훈음은 그 자체로 일종의 대역사전 역할을 했다. 조선관역어(15세기 초)는 한자어를 조선식 한문으로 뜻풀이한 일종의 대역사전이었다. 이미 '-다' 용언의 형태를 표시하고 있다는 점에서 독특하다. 사역원에서 역관들을 위해 만든 교재인 역어유해, 몽어유해, 동문유해, 왜어유해 등은 초보적인 대역사전의 형태를 띠고 있지만 외국어사전으로 보기에는 무리가 있다. 특기할 만한 것으로 사류박해(事類博解, 1839 이전)가 있는데 대역사전의 구성이지만 관련 있는 항목들끼리 모아두는 배열을 시도하였다. 언음첩고(諺音捷考, 1846)는 가나다 배열을 시도했다는 측면에서 주목할 만하다.
근대적 사전의 출발은 외국어 학습과 선교를 위한 대역사전이었다. 쁘띠니콜라의 나한사전(1864, 유실), 불한사전(1869, 필사본), 뿌찔로의 로한사전(盧韓辭典, 1874), 리델의 한불자전(韓佛字典, 1880), 한어문전(1881), 언더우드의 한영사전(1890), 다블뤼의 나한사전(羅韓辭典, 1891), 스콧의 영한사전(英韓辭典, 1891), 게일의 한영사전(1897), 알레베크의 법한자전(1901) 등이 그러하다. 국한회어(1895)는 한중사전이지만 종종 명확한 뜻풀이를 위해 영어도 병기하여 다국어사전을 지향한 것이 독특하다.
말모이(1911~미출간)는 광문회에서 주시경과 김두봉이 주축이 되어 만든 초기형태의 사전이다. 해방공간의 혼란 속에서 출간되지 못하고 계명구락부를 거쳐 조선어학연구회로 넘어가 조선어사전의 근간이 되었다. 조선총독부의 조선어사전(1920)은 한한일 형태의 대역사전이었는데 출간 직전에 한일사전 형태로 변경되었지만, 이것도 국어사전으로는 볼 수 없다. 최초의 국어사전은 경성사범학교 교사 심의린(沈宜麟)이 펴낸 《보통학교 조선어사전》(1925년)이다.
조선어사전편찬회는 말모이의 원고를 넘겨받아 1929년부터 조선어사전을 편찬하기 시작했다. 이것이 36년 조선어학회로 이관되고 42년에 초고가 완성되어 인쇄준비를 하였다. 그러다 조선어학회 사건이 터져 원고도 상당수 유실되고 국어학자들이 고초를 겪거나 죽었다. 이 원고가 서울역에서 1945년 해방직후에 발견되었고 이를 바탕으로 1947년에 이름을 조선말큰사전으로 바꾸어 1권을 간행했다. 간행의 주역은 이극로, 정태진, 김병제 등으로 이후 김병제는 월북하여 조선말대사전(1962)의 완간을 주도하기도 했다. 조선말큰사전은 1957년에 한글학회에 의해 완간되면서 이름을 큰사전(1957)으로 바꾸었다. 큰사전은 한국에서 만들어진 첫 번째 대사전으로, 한국인의 손으로 한국어를 처음 집대성했다는 의미를 가진다. 큰사전이 고초를 겪을동안 조선어사전편찬회의 회원이었던 문세영은 조선총독부 조선어사전을 기초로 재편집/재서술해 조선어사전(1938)을 출간하기도 하였다. 이윤재가 1933년부터 집필하던 표준조선말사전은 결국 1947년에 출간되어 해방 직후에 상당히 읽혔다. 큰사전은 1991년에 개정판이 나왔으며 45만 표제어를 담있다.
국어학자 이희승이 민중서관에서 출간한 국어대사전(1961)은 32쇄(1982)를 찍을 정도로 성공한 상업사전이다. 42만 표제어를 담고 있었으며 2012년 기준으로도 판매가 이루어지고 있다. 신기철, 신용철 형제가 편집한 새 우리말 큰사전(1974)은 31만 표제어를 가지고 있었으며 삼성출판사에서 출간하였다. 김민수의 국어대사전(1991)은 금성출판사에서 출간되었으며 각종 한국어 규범들이 반영된 첫 번째 사전이었다.
큰사전 완간 후 한글학회는 1967년부터 새로운 대사전 간행을 준비하지만 예산상의 우여곡절 끝에 우리말 큰사전(1991)으로 간행되었다. 비규범어, 고어, 방언들을 두루 살려서 고유어의 경계를 확장시켰다는 평가를 받았다. 문학작품에서 표제어와 예문을 선택한 것도 중요한 성과이다.
한국의 어문규정을 전담하는 국립국어연구원이 1992년부터 준비하여 표준국어대사전(1999)을 간행하였다. 50여만 항목을 가지고 있으며 이후 언론, 출판의 기준 역할을 다해왔다. CD롬도 함께 발간된 이 사전은 2008년에 웹사전 형태로 개정했다. 그리고 위키백과처럼 사용자 참여를 반영하는 개방형 한국어 지식 대사전인 우리말샘을 2016년에 공개했다.
연세대학교에서 발간한 연세한국어사전(1998)은 5만 어휘를 담은 소사전이지만 말뭉치언어학의 방법론을 적용한 첫 번째 사전이다. 고려대학교는 고려대 한국어 대사전(2009)을 발간하였으며 이는 2012년 기준으로 가장 최신의 한국어 연구성과를 담고 있는 대사전으로 39만 표제어를 담고 있다.
현재 대한민국과 조선민주주의인민공화국이 공동으로 《겨레말 큰사전》 편찬을 진행하고 있으며, 현재 35차례 공동 회의를 열었다.

## 역사적 사전과 대사전
| 사전명               | 출판사                         | 현재판(발행) | 초판발행      | 항목수  | 비고                                          |
| -------------------- | ------------------------------ | ------------ | ------------- | ------- | --------------------------------------------- |
| 보통학교 조선어사전  | 심의린                         |              | 1925          | 6106    | 최초의 단일어 한국어사전                      |
| 조선어사전           | 문세영                         |              | 1938          | 81000   | 개정판은 95000                                |
| 한글학회 큰 사전     | 한글학회                       |              | 1947년~1957년 | 164125  | 한글학회 사전                                 |
| 국어대사전           | 이희승                         |              | 1961          | 230000  | 개정판은 420000                               |
| 새우리말큰사전       | 신기철 신용철                  |              | 1975          | 300000  | KBS                                           |
| 금성판 국어대사전    | 금성출판사                     |              | 1991          | 400000  | tVN                                           |
| 우리말큰사전         | 한글학회                       |              | 1992          | 450000  | 우리말 큰사전 보관됨 2020-11-24 - 웨이백 머신 |
| 표준국어대사전       | 국립국어원                     | 2016         | 1999년        | 509076  | 2016년 511282 국립국어원 표준국어대사전       |
| 고려대 한국어 대사전 | 고려대학교 민족문화연구원      | 2009년       | 2009년        | 386889  | 다음 국어사전                                 |
| 우리말 샘            | 국립국어원                     |              | 2016년        | 1000000 | MBC                                           |
| 겨레말 큰사전        | 겨레말큰사전남북공동편찬사업회 |              |               |         |                                               |

## 중사전
다음은 대한민국에서 현재 판매되고 있는 2천 쪽 이상 20만 어휘 이하의 국어사전이다.
| 사전명              | 출판사      | 현재판(발행)   | 초판발행 | 쪽수 | 비고                                          |
| ------------------- | ----------- | -------------- | -------- | ---- | --------------------------------------------- |
| 우리말 사전         | 한글학회    | 초판(2005)     | 2005년   | 2728 |                                               |
| 엣센스 국어사전     | 민중서림    | 6판(2006)      | 1974년   | 2882 |                                               |
| 새국어사전          | 두산동아    | 5판(2003)      | 1989년   | 2836 | 엔싸이버 국어사전                             |
| 연세 한국어사전     | 두산동아    | 초판(1998)     | 1998년   | 2144 | 연세 한국어사전                               |
| 뉴에이스 국어사전   | 금성출판사  | 4판(2002)      | 1987년   | 2536 | 마이퀵파인드                                  |
| 훈민정음 국어사전   | 금성출판사  | 초판(2004)     | 2004년   | 2150 |                                               |
| 한+ 국어사전        | 성안당      | 개정 2판(2005) | 1998년   | 2609 |                                               |
| 대한민국 나라말사전 | 시사 영어사 | 초판(2003)     | 2003년   | 2740 |                                               |
| 엘리트 국어사전     | YBM SISA    | 초판(2006)     | 2006년   | 2712 | 야후 국어사전 보관됨 2010-02-24 - 웨이백 머신 |
| 교학 한국어사전     | 교학사      | 초판(2004)     | 2004년   | 2708 |                                               |
| 뉴에이지 새국어사전 | 교학사      | 초판(1989)     | 1989년   | 2220 |                                               |
| 새로나온 국어사전   | 민중서관    | 150판-         | -2024년  | 2934 |                                               |
| 신세기 새국어사전   | 동화사      | 6판            | 1998년   | 2688 |                                               |

대한민국 나라말사전과 엘리트 국어사전은 큰 차이가 없다.

## 웹 한국어사전
다음은 인터넷 상에서 검색이 가능한 한국어사전들이다.
- 국립국어원 사전 : 《표준국어 대사전》개정판
  - 네이버 국어사전
- 다음 국어사전 : 《고려대 한국어 대사전》
- 한글학회 사전 보관됨 2020-11-24 - 웨이백 머신 : 한글학회에서 운영하는 《우리말 큰사전》
- 《연세 한국어 사전》

## 같이 보기
- 개방형 한국어 지식 대사전
- 한국어 기초 사전
- 한국수어사전
- 영어사전
- 일본어 사전
- 한국어 위키낱말사전